# Renzo De Felice
Renzo De Felice (Rieti, 8 april 1929 – Rome, 25 mei 1996) was een Italiaans historicus die zich bezighield met het onderzoeken van het fascisme. Hij wordt gezien als de meest controversiële historicus van het Italiaanse fascisme. Hij schreef zijn magnum opus (1965–1997, 6000 pagina's) over Benito Mussolini in vier volumes van acht delen. Het achtste deel van die biografie is onvoltooid gepubliceerd na zijn dood. De Felice pleitte dat Mussolini revolutionair was betreft binnenlandse problemen, maar een pragmatist in buitenlands beleid. Mussolini was namelijk een fervent aanhanger van het beleid (realpolitik) dat gevoerd werd in de tijd van liberaal Italië (1861-1922).

## Biografie
Renzo De Felice werd geboren op 8 april 1929 in Rieti en hij was enig kind. In het jaar 1949 heeft hij eindexamen gedaan op het gymnasium Marcus Terentius Varro Reatinus. Hetzelfde jaar schreef hij zich in op de faculteit van Rechtsgeleerdheid aan de Universiteit Sapienza Rome. Evenwel besloot hij later filosofie te gaan studeren, wat hem meer toegang gaf naar geschiedenis. Het laatste vak interesseerde hem veel meer. Tijdens zijn studententijd was hij lid van de Italiaanse Communistische Partij. Op de faculteit van Filosofie, waar De Felice studeerde, volgde hij een cursus van moderne geschiedenis van professor Federico Chabod. Deze ontmoeting was van groot belang voor de latere academische carrière van De Felice.
De Felice was een activist van trotskisme, een stroming binnen het marxisme (communisme). Daardoor werd hij,  in 1952, samen met Sergio Bertelli gearresteerd tijdens het voorbereiden van een manifestatie tegen de visite aan Rome van een Amerikaanse generaal, Matthew Ridgway. Laatstgenoemde was een veteraan van de Vietnamoorlog en commandant van de NAVO.
De Felice sloot zich in 1956 bij de Italiaanse Socialistische Partij aan. Hij brak met de Italiaanse Communistische Partij omdat deze, in 1956 tijdens de Russische repressie van de Hongaarse Opstand, de Russen bleef steunen. Vervolgens wilde hij liever afstand doen van alle politieke partijen en liet hij ook de Italiaanse Socialistische Partij achter. Het verlaten van de politieke partij betekende voor De Felice een aantal jaren van isolement, die voortduurden totdat hij zijn latere vrouw, Livia De Ruggiero, en Giuseppe De Luca, een priester en geleerd katholiek, ontmoette.
De Felice doceerde tussen 1968 en 1971 aan de Universiteit van Salerno. In 1970 richtte hij het tijdschrift Storia Contemporanea op, waarvan hij tot zijn dood de hoofdredacteur bleef. In 1972 begon hij te doceren aan de Universiteit Sapienza Rome. Eerst gaf hij les aan de faculteit van Literatuur, daarna van de Politologie en uiteindelijk aan de faculteit van de Hedendaagse Geschiedenis. In het begin hield hij zich bezig met het onderzoeken van de Vroegmoderne Tijd, waarover hij een aantal publicaties schreef. Hij werd vooral bekend om zijn onderzoeken van het fascisme, die hem bezig zouden houden tot aan zijn dood.
De Felice overleed in Rome op 25 mei 1996. Het lukte hem niet om het laatste en achtste deel van de biografie van Benito Mussolini af te maken. Dit laatste deel werd na zijn dood onvoltooid gepubliceerd door Emilio Gentile, Luigi Cogilia en Mario Missori. De biografie werd uitgegeven met een voorwoord geschreven door de vrouw van De Felice, Livia De Ruggiero.

## Studies
Voordat hij aan de biografie van Benito Mussolini begon, deed hij een studie naar de joden in de periode van Napoleon. Deze studie wekte veel oproer op in de Italiaanse jodengemeenschap, wat ertoe leidde dat de leiders van de Unie van de Italiaanse Joodse Comités (Italiaans: Unione delle comunità ebraiche italiane, UCEI) hem een voorstel deden om een studie te doen naar de joden gedurende het fascisme. De Felice ging hiermee akkoord, mits hij toegang kreeg tot de archieven van zowel de Unie van de Italiaanse Joodse Comités als van de Italiaanse staat, omdat hij zo de informatie kon verkrijgen die hij noodzakelijk achtte. Niemand had tot dan toe toegang verkregen tot de archieven van de Italiaanse staat, maar De Felice slaagde erin om toegang te krijgen tot de fascistische periode van beide archieven. Vanuit hier groeide zijn interesse in het fascisme en begon hij aan zijn biografie van Mussolini.
Renzo De Felice stelde dat de beslissing om een biografie van Mussolini te maken vrij moeilijk was, omdat moderne historiografie geen sympathie had voor biografie. Toen hij begon aan dit project had hij voorspeld dat het vijf à zes jaar zou duren om de vier geplande delen over Mussolini te schrijven. Dit is echter anders gelopen, aangezien De Felice begon in 1965 en doorging totdat hij stierf in 1996.
De Felice heeft voornamelijk geschreven over het fascisme. Hierbij maakte hij onderscheid tussen fascisme ‘de beweging’ en fascisme ‘het regime’. Deze eerste vorm beschrijft hij als een revolutionair fenomeen dat tot stand kwam in de groeiende middenklasse. Fascisme ‘het regime’ was volgens De Felice niet meer dan Mussolini’s politieke beleid, die het fascisme gebruikte voor zijn persoonlijke macht en dictatuur. Hij stelde dat het fascisme als een waardige politieke ideologie moest worden gezien en uit zijn studies van het fascisme moest blijken dat het een waardig historiografisch onderwerp was.
Zijn kritische houding tegenover het fascisme zorgde ervoor dat er een nieuw perspectief werd gevormd ten aanzien van het fascisme. Dit zorgde voor veel oproer in Italië. Hij schreef verder niet alleen boeken, maar nam ook plaats in interviews over politieke gebeurtenissen waar hij vaak onconventionele antwoorden gaf. Hij was een historicus (en publiekelijk figuur) en is hierdoor sterk verbonden met de culturele, politieke en intellectuele historie van Italië in de laatste drie decennia van de 20e eeuw. Dit was niet alleen omdat hij de kritische houding tegenover het fascisme hervormde, maar ook doordat hij vragen en problemen opriep die tot nieuwe discussies leidden in het huidige Italië.

## Werken
- Storia degli ebrei italiani sotto il fascismo, twee volumes, Einaudi, Turijn, 1961. ISBN 88-06-13257-1
- I giornali giacobini italiani,Feltrinelli, Milaan 1962
- Giacobini italiani, 1964
- Italia giacobina, Edizioni Scientifiche Italiane , Napels, 1965
- The Jews in Fascist Italy. A History, Enigma Books, 2001. ISBN 978-1-929631-01-8
- Le interpretazioni del fascismo, Laterza, Bari, 1969. ISBN 88-420-4595-0.
- Il fascismo: le interpretazioni dei contemporanei e degli storici, Laterza, Bari, 1970.
- Intervista sul fascismo, bewerkt door Michael Ledeen, Laterza, Bari, 1975. ISBN 88-420-5371-6
- Ebrei in un paese arabo: gli ebrei nella Libia contemporanea tra colonialismo, nazionalismo arabo e sionismo (1835-1970), Il Mulino, Bologna, 1978.
- Note e ricerche sugli "Illuminati" e il misticismo rivoluzionario (1789-1800), Rome, Ediz. di storia e letteratura, 1960.
- La vendita dei beni nazionali nella Repubblica Romana del 1798-99, Roma, Ediz. di storia e letteratura, 1960.
- Aspetti e momenti della vita economica di Roma e del Lazio nei secoli XVIII e XIX, Roma, Ediz. di storia e letteratura, 1965.
- Renzo De Felice (a cura di), Il fascismo e i partiti politici italiani. Testimonianze del 1921-1923, Cappelli, Bologna,1966.
- I rapporti tra fascismo e nazionalsocialismo fino all'andata al potere di Hitler. 1922-1933. Appunti e documenti. Anno accademico 1970-1971, Napels, Edizioni Scientifiche Italiane, 1971.
- Mussolini e Hitler. I rapporti segreti, 1922-1933. Con documenti inediti, Le Monnier, Florence, 1975.
- Antologia sul fascismo. Il giudizio politico, Laterza, Bari, 1976.
- Antologia sul fascismo. Il giudizio storico, Laterza, Bari, 1976.
- Autobiografia del fascismo. Antologia di testi fascisti, 1919-1945, Bergamo, Minerva italica, 1978.
- D'Annunzio politico. 1918-1938, Laterza, Bari, 1978.
- Storia fotografica del fascismo, con Luigi Goglia, Laterza, Bari, 1981.
- Mussolini. Il mito, con Luigi Goglia, Laterza, Bari, 1983.
- Intellettuali di fronte al fascismo. Saggi e note documentarie, Bonacci, Rome, 1985.
- Il fascismo e l'Oriente. Arabi, ebrei e indiani nella politica di Mussolini, Il Mulino, Bologna, 1988.
- Giuseppe Bottai - don Giuseppe De Luca, Carteggio 1940-1957, curato con Renato Moro, Rome, Edizioni di Storia e Letteratura, 1989
- Il triennio giacobino in Italia, 1796-1799. Note e ricerche, Bonacci, Rome, 1990.
- Rosso e Nero, Baldini & Castoldi, Milaan, 1995. ISBN 88-8089-675-X
- Renzo De Felice (a cura di), Mussolini giornalista, Rizzoli, Milaan, 1995.
- Fascismo, antifascismo, nazione. Note e ricerche, Bonacci, Rome, 1996.
- Fascismo, prefazione di Sergio Romano, introd. di Francesco Perfetti, Luni Editrice, Milaan-Trento, 1998, ISBN 88-7984-109-2
- Breve storia del Fascismo, introd. Claudio Siniscalchi, con una nota di Folco Quilici, Collezione Le Scie n.47, Mondadori, Milaan, 2001.

## Biografie Mussolini
- Mussolini il rivoluzionario, 1883-1920, Collana Biblioteca di cultura storica, Einaudi, Turijn, 1965.
- Mussolini il fascista. Vol. I: La conquista del potere, 1921-1925, Collana Biblioteca di cultura storica. Einaudi, Turijn, 1966, ISBN 88-06-13991-6.
- Mussolini il fascista. Vol. II: L'organizzazione dello stato fascista, 1925-1929, Collana Biblioteca di cultura storica, Einaudi, Turijn, 1968, ISBN 88-06-13992-4.
- Mussolini il duce. Vol. I: Gli anni del consenso, 1929-1936, Collana Biblioteca di cultura storica, Einaudi, Turijn, 1974, ISBN  88-06-13996-7.
- Mussolini il duce. Vol. II: Lo stato totalitario 1936-1940, Collana Biblioteca di cultura storica, Einaudi, Turijn, 1981, ISBN 88-06-13997-5.
- Mussolini l'alleato. Vol. I. L'Italia in guerra, 1940-1043. Tomo I: Dalla guerra «breve» alla guerra lunga, Collana Biblioteca di cultura storica, Einaudi, Turijn, 1990, ISBN 88-06-14031-0.
- Mussolini l'alleato. Vol. I. L'Italia in guerra 1940-1943. Tomo II: Crisi e agonia del regime, Collana Biblioteca di cultura storica, Einaudi, Turijn, 1990, ISBN 88-06-14032-9.
- Mussolini l'alleato. Vol. II. La guerra civile 1943-1945, a cura di Emilio Gentile, Luigi Goglia, Mario Missori, Collana Biblioteca di cultura storica, Einaudi, Turijn, 1997, ISBN 978-88-06-11806-8 (postuum en onvolledig gepubliceerd met een voorwoord van weduwe Livia De Ruggiero)